# Marcus Thomsen
Marcus Thomsen (Voss, 7 gennaio 1998) è un pesista norvegese.

## Biografia
Vince la medaglia d’oro agli Europei under 20 del 2017.
Finisce settimo dei  Campionati europei indoor 2021. Si qualifica per la finale dei Campionati del mondo 2022.
La sua famiglia traslocò da Voss ad Aarhus in Danimarca nel 2012.

## Palmarès
| Anno | Manifestazione   | Sede      | Evento         | Risultato | Prestazione | Note                                     |
| ---- | ---------------- | --------- | -------------- | --------- | ----------- | ---------------------------------------- |
| 2015 | Mondiali allievi | Cali      | Getto del peso | 11º       | 19,16 m     |                                          |
| 2016 | Mondiali U20     | Bydgoszcz | Getto del peso | 7º        | 19,39 m     |                                          |
| 2017 | Europei U20      | Grosseto  | Getto del peso | Oro       | 21,36 m     |                                          |
| 2018 | Europei          | Berlino   | Getto del peso | 16º (q)   | 19,59 m     |                                          |
| 2019 | Europei indoor   | Glasgow   | Getto del peso | 7º        | 20,22 m     |                                          |
| 2019 | Europei U23      | Gävle     | Getto del peso | 4º        | 19,41 m     |                                          |
| 2021 | Europei indoor   | Toruń     | Getto del peso | 7º        | 20,28 m     |                                          |
| 2022 | Mondiali         | Eugene    | Getto del peso | 10º       | 20,66 m     |                                          |
| 2022 | Europei          | Monaco    | Getto del peso | 9º        | 19,91 m     | Miglior prestazione personale stagionale |
| 2023 | Europei indoor   | Istanbul  | Getto del peso | 6º        | 20,66 m     |                                          |
| 2023 | Mondiali         | Budapest  | Getto del peso | 21º (q)   | 19,97 m     |                                          |
| 2024 | Europei          | Roma      | Getto del peso | 8º        | 20,42 m     |                                          |
| 2024 | Giochi olimpici  | Parigi    | Getto del peso | 9º        | 22,67 m     |                                          |